# Zhang Xun

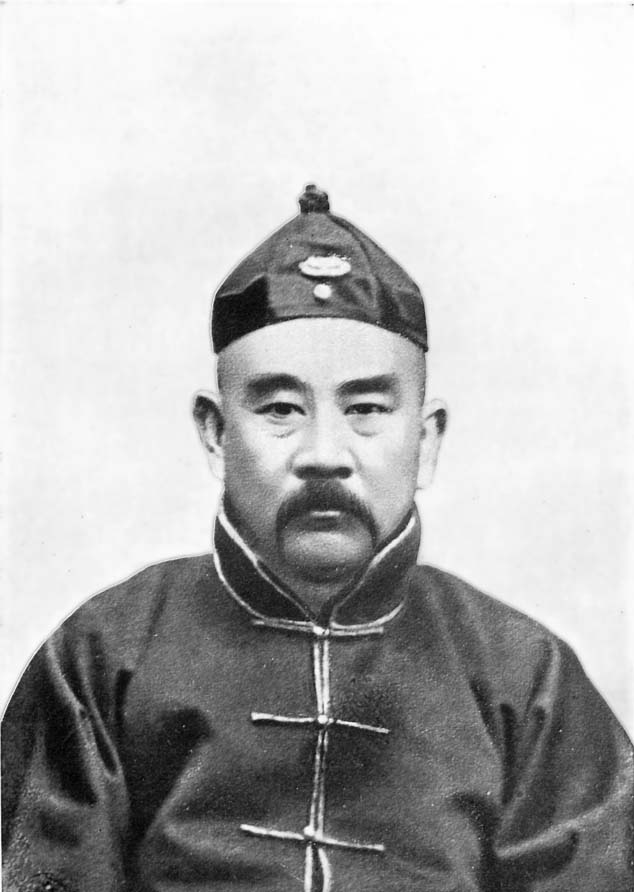
Zhang Xun, etwa 1917

 Zhang Xun (chinesisch 張勳 / 张勋, Pinyin Zhāng Xūn, W.-G. Chang Hsun) (* 14. Dezember 1854 im Dorf Chitian, Kreis Fengxin, Präfektur Nanchang, Provinz Jiangxi; † 12. September 1923 in Tianjin) war ein chinesischer General und Politiker, dessen Putsch im Jahr 1917 den entmachteten Kaiser Puyi zum zweiten Mal auf den Thron brachte. Er führte den Ehrennamen „Songshou laoren“ (松壽老人, Greis des Pinienbaumes).

## Leben
Zhang wurde nach dem Taiping-Aufstand früh Vollwaise und musste sich bereits mit vierzehn Jahren allein durchschlagen. 1884 trat er in die Armee ein, in der er im Ersten Sinojapanischen Krieg militärische Erfahrungen sammelte, bald zum Major und nach Kriegsende zum Oberstleutnant befördert wurde. In dieser Zeit lernte er Yuan Shikai kennen, der Kommandeur der gerade gegründeten Neuen Armee war, und machte ihn zu einem seiner vertrautesten Offiziere. Zhang diente fortan viele Male als Leibwächter der Kaiserinwitwe Cixi und des Kaisers Guangxu, was ihm weitere führende militärische Aufgaben und Ehrentitel zuteilwerden ließ. Kurz vor der Xinhai-Revolution von 1911 stieg er zum Militäroberbefehlshaber von Jiangnan auf.
Nach jener Revolution, die zur Gründung der Republik China führte, wurde die zuvor bestehende Pflicht für Männer abgeschafft, einen Mandschurenzopf zu tragen. Dennoch behielt Zhang Xun diese Haartracht bei und duldete bei den ihm unterstellten Soldaten keinen revolutionären Haarschnitt, obwohl selbst Yuan Shikai seinen Mandschurenzopf als Zeichen seiner angeblichen republikanischen Gesinnung noch vor seiner Präsidentschaft 1912 abschneiden ließ. Zhangs monarchistische Einstellung schadete ihm nicht. Im Gegenteil, denn er wurde von Yuan sogar zum General befördert.
Im Jahr 1913 war Zhang maßgeblich am Putsch von Präsident Yuan und an der Zerschlagung der mehrheitlich im Parlament vertretenen Nationalpartei Guomindang sowie an der Verfolgung ihrer Mitglieder im Raum Nanjing beteiligt. Er machte sich einen Namen, indem er Tausende von Gegnern Yuans, aber auch Zivilisten abschlachten ließ. Zhang ordnete an, seine Soldaten dürften in jenem Gebiet drei Tage rauben und vergewaltigen.
Nach dem Tod Yuans übernahm General Li Yuanhong die Präsidentschaft. China war im Ersten Weltkrieges nicht Kriegspartei, litt aber noch immer unter den Folgen der Zerstückelung seines Territoriums durch ausländische Nationen. Deshalb bestand die Option, durch den Eintritt in den Krieg gegen Deutschland und seine Verbündeten die verlorenen Kolonial- und Konzessionsgebiete zurückzugewinnen. Premier Duan Qirui winkte zudem ein japanischer Kredit bis zum Jahr 1918 in Höhe von 145 Millionen Yen. Zhang Xun war jedoch gemeinsam mit Li Yuanhong strikt gegen einen Kriegseintritt. Die deutschfreundliche Haltung Zhang Xuns resultierte nämlich aus finanziellen Zuwendungen und Waffenlieferungen aus Deutschland, deren Nutznießer er war.
Duan, Lis Premier, versprach sich gemeinsam mit dem Großteil des Militärs Vorteile für eine Entkolonialisierung, indem China bei einer Friedenskonferenz über Sitz und Stimme verfügt hätte. Im Laufe des Konflikts entließ Präsident Li am 23. Mai 1917 Duan Qirui, dessen militärische Gefolgsleute drohten, die Hauptstadt Beijing einzunehmen. In dieser Notlage bat Li Yuanhong den „Zopfgeneral“ Zhang Xun, im Konflikt mit Duan zu vermitteln.
Zhangs wichtigste Stunde in seinem Leben war damit gekommen. Er nahm diese Bitte deshalb mit Freude, aber mit der Auflage an, Li solle die Forderung von Duans Militärfreunden erfüllen und das Parlament auflösen. Dieser Bedingung kam Li am 12. Juni 1917 nach und beendete damit die zweite Sitzungsperiode des Repräsentantenhauses.
Zusammen mit Kang Youwei, der zwischen 1895 und 1911 die Qing-Herrschaft zu reformieren suchte, sollte der letzte Kaiser wieder eingesetzt werden. Der elfjährige Puyi, alias Kaiser Xuantong, Jahrgang 1906, war 1908 zum Staatsoberhaupt ernannt worden und hatte 1911 als Fünfjähriger abdanken müssen. Am 1. Juli 1917 setzte Zhang mit einem zweiten Akt Puyi als Kaiser ein und machte sich selbst zum Ministerpräsidenten. Zhang Xun errichtete zudem mit seinen 5.000 Soldaten eine Schreckensherrschaft. Sämtliche Männer Beijings hatten als Zeichen ihrer Loyalität zum Kaiserhaus einen Zopf zu tragen. Allerdings hatten die meisten in den zurückliegenden fünf Jahren ihren Zopf abschneiden lassen. Frisöre und Perückenmacher boten deshalb falsche Zöpfe aus Pferdehaar an. Schneider nähten eiligst Roben, Standarten und Drachenbanner, wie sie in der Qing-Dynastie vor 1912 benutzt wurden.
Der aus Angst vor einer Verhaftung in die Botschaft Japans geflohene Präsident Li Yuanhong setzte nach Zhangs Machtergreifung seinen von ihm gerade entlassenen Ministerpräsidenten Duan Qirui wieder in sein Amt ein, der nunmehr mit seinen Soldaten den Kaiserpalast mit einem Flugzeug aus der Luft angreifen ließ und am 12. Juli 1917 den gerade inthronisierten Jungkaiser zum Rücktritt zwang. Zhang Xuns Staatsstreich war somit beendet.
Der entmachtete Zhang fand Zuflucht in der niederländischen Gesandtschaft in Beijing. Als die Regierung unter Duan Qirui nach ihm suchen ließ, verschwand er heimlich in das deutsche Konzessionsgebiet der Stadt Tianjin. Die neue Regierung der Nordallianz unter Präsidenten Feng Guozhang und Regierungschef Duan begnadigte Zhang schon im Folgejahr 1918, sodass er seine Freiheit wiedererlangte und zurückgezogen in Tianjin wohnen konnte, wo er sich mit Kalligraphie und der Lektüre historischer Werke beschäftigte. Zudem verfasste Zhang seine Autobiographie „Songshou laoren zhixu“ (松壽老人自敘, Autobiographie des Greises des Pinienbaumes), die er im „8. Monat des Xinyu-Jahres“ (September 1921) beendete.